# Харланов, Иван Иванович
Иван Иванович Харланов (9 мая 1912, Верхний Мамон, Воронежская губерния — 1943, Вышгородский район) — старший сержант Рабоче-крестьянской Красной Армии, участник Великой Отечественной войны, Герой Советского Союза (1943).

## Биография
Иван Харланов родился 9 мая 1912 года в селе Верхний Мамон (ныне — Верхнемамонский район Воронежской области). После окончания начальной школы работал в колхозе. В сентябре 1941 года Харланов был призван на службу в Рабоче-крестьянскую Красную Армию. С января 1943 года — на фронтах Великой Отечественной войны.
К сентябрю 1943 года старший сержант Иван Харланов командовал взводом 86-го стрелкового полка 180-й стрелковой дивизии 38-й армии Воронежского фронта. Отличился во время битвы за Днепр. В ночь с 28 на 29 сентября 1943 года взвод Харланова переправился через Днепр в районе села Старые Петровцы Вышгородского района Киевской области Украинской ССР и принял активное участие в боях за захват и удержание плацдарма на его западном берегу, лично уничтожил немецкую пулемётную точку. В октябре 1943 года во время боёв на плацдарме Харланов пропал без вести.
Указом Президиума Верховного Совета СССР от 29 октября 1943 года за «мужество и героизм, проявленные при форсировании Днепра» старший сержант Иван Харланов посмертно был удостоен высокого звания Героя Советского Союза. Также был награждён орденом Ленина и медалью.
В честь Харланова названа улица и установлен бюст в Верхнем Мамоне.